# سان بیاجیو ساراچینیسکو
سان بیاجیو ساراچینیسکو (به ایتالیایی: San Biagio Saracinisco) یک کومونه در ایتالیا است که در استان فروزینونه واقع شده‌است. سان بیاجیو ساراچینیسکو ۳۱٫۲ کیلومتر مربع مساحت و ۳۶۴ نفر جمعیت دارد و ۸۳۶ متر بالاتر از سطح دریا واقع شده‌است.